# Achaearanea durgae
Achaearanea durgae là một loài nhện trong họ Theridiidae.
Loài này thuộc chi Achaearanea. Achaearanea durgae được Benoy Krishna Tikader miêu tả năm 1970.